# All the Plans
All the Plans è il quarto album in studio del gruppo musicale indie rock inglese Starsailor, pubblicato nel 2009.

## Tracce
1. Tell Me It's Not Over – 3:23
2. Boy in Waiting – 2:31
3. The Thames – 3:14
4. All the Plans – 4:11
5. Neon Sky – 5:19
6. You Never Get What You Deserve – 4:17
7. Hurts Too Much – 3:41
8. Stars and Stripes – 4:33
9. Change My Mind – 3:28
10. Listen Up – 4:19
11. Safe at Home – 2:57

Disco bonus edizione deluxe
1. Listen Up (Acoustic) – 4:06
2. Tell Me It's Not Over (Acoustic) – 3:44
3. All the Plans (Acoustic) – 4:08
4. Merry Go Round (Acoustic) – 3:31
5. The Thames (Acoustic) – 3:56
6. Change My Mind (Acoustic) – 3:48
7. Stars and Stripes (Acoustic) – 4:36

## Classifiche
| Classifica (2009) | Posizione |
| ----------------- | --------- |
| Regno Unito       | 26        |